# Emma Hooper
Pour les articles homonymes, voir Hooper.
Emma Hooper, née en 1980 à Edmonton, est une écrivaine, poétesse, musicienne et enseignante canadienne,,,.

## Biographie
Emma Hooper détient un doctorat en études musico-littéraires de l'Université d'East Anglia en 2010. Elle enseigne à l'Université de Bath Spa et fait également partie de plusieurs groupes de musique, dont Stringbeans (désormais Red Carousel), un quatuor à cordes, en tant que violoniste,,. Son projet musical solo, Waitress for the Bees, dans lequel elle marie violon et accordéon, lui permet de faire des tournées à l'internationale et lui a valu le Finnish Cultural Knighthood,. En 2004, elle quitte le Canada pour s'installer à Bath, en Angleterre.
Son premier roman, Etta and Otto and Russel and James, a été traduit dans une vingtaine de langues et publié dans plus de vingt pays,. Le récit est inspiré de l'histoire de ses grands-parents maternels et prend place au Canada, alors qu'une octogénaire décide de marcher de la Saskatchewan à Halifax, laissant ceux qu'elle aime derrière elle.
Son second roman, Our homesick songs, fait découvrir les paysages de Terre-Neuve-et-Labrador, alors que l'autrice rend hommage à la culture et au folklore de l'endroit,.

## Œuvres

### Romans et nouvelles
- Etta and Otto and Russell and James, Toronto, Hamish Hamilton Canada, 2015, 305 p.  (ISBN 9780670067749).
  - Etta et Otto (et Russell et James), Québec, Alto, coll. « CODA », 2019, 399 p.  (ISBN 9782896944217).
- Our homesick songs, Toronto, Hamish Hamilton Canada, 2018, 319 p.  (ISBN 9780735232716).
  - Les Chants du large, Québec, Alto, 2018, 443 p.  (ISBN 9782896943937).

### Poésie
- Alphabet boys, illustré par Jeff Kulak, Edmonton, Alta, 2007, 54 p.

## Discographie
- 2010 : Albertosaurus
- 2012 : Tiny Experiments
- 2015 : Cicadanthem

## Prix et honneurs
- 2015 : finaliste au Amazon.ca First Novel Award pour Etta and Otto and Russell and James[3]
- 2018 : finaliste au Scotiabank Giller Prize pour Our homesick songs[13]